# Ехали в трамвае Ильф и Петров
«Е́хали в трамва́е Ильф и Петро́в» — советский комедийный телевизионный художественный фильм 1972 года, снятый режиссёром Виктором Титовым на киностудии «Мосфильм».

## Сюжет
Сатирическая комедия о Москве и москвичах 20-х — 30-х годов XX века, снятая на основе фельетонов, рассказов и записных книжек знаменитых писателей-юмористов Ильи Ильфа и Евгения Петрова, а также кинохроники столицы.

## В ролях
- Евгений Леонов — Виталий Капитулов, счетовод
- Игорь Ясулович — Вася, скульптор / Ганс, скульптор в немом фильме
- Ольга Гобзева — Женя, машинистка / жена Ганса
- Лев Дуров — пассажир трамвая / Гусев-Лебедев, врач-психиатр
- Валерий Носик — Кипятков, посетитель кафе
- Михаил Глузский — Брыкин, счетовод
- Ролан Быков — Иван Самойлович Федоренко, мнимый выигравший
- Нина Алисова — Василиса Александровна, секретарь в редакции
- Лидия Смирнова — дрессировщица и худрук цирка
- Владимир Басов — пассажир трамвая, начальник отдела
- Игорь Безяев — кондуктор
- Зиновий Гердт — капитан Мазуччо, дрессировщик и графолог
- Вячеслав Гостинский — шпрехшталмейстер
- Николай Граббе — главный редактор газеты
- Владимир Грамматиков — Усышкин, член комиссии в цирке
- Светлана Данильченко — девушка в берете
- Николай Досталь — Усышкин, член комиссии в цирке
- Мария Кремнёва — сослуживица Капитулова
- Яков Ленц — старичок, посетитель кафе
- Виктор Маркин — сотрудник газеты
- Евгений Моргунов — грабитель
- Рудольф Рудин — посетитель кафе
- Иван Рыжов — Барсук, главный редактор газеты «За рыбную ловлю»
- Иннокентий Смоктуновский — пассажир трамвая
- Светлана Старикова — пассажирка трамвая
- Виктор Титов — Усышкин, член комиссии в цирке
- Аркадий Цинман — директор цирка
- Нина Агапова — Вера, жена Капитулова
- Гера Воронков — Вася, скрипач, сын Федоренко
- Наталия Кугель — девушка в редакции
- Эммануил Геллер — пассажир трамвая
- Микаэла Дроздовская — медсестра
- Григорий Шпигель — сотрудник редакции

Не указаны в титрах:
- Елена Вольская — пассажирка трамвая
- Виктор Уральский — матрос-челюскинец
- Евгений Гуров — бухгалтер
- Данута Столярская — сотрудница редакции
- Николай Горлов — пассажир трамвая
- Никита Богословский — тапёр
- Дмитрий Орловский — сотрудник редакции на чествовании челюскинцев
- Юрий Заев — доктор
- Олег Табаков — голос за кадром
- Зиновий Гердт — голос за кадром

## Съёмочная группа
- Автор сценария — Виктор Титов
- Режиссёр — Виктор Титов
- Оператор — Георгий Рерберг
- Композитор — Никита Богословский
- Художники — Виктор Петров, Юрий Фоменко
- Музыкальный редактор: Мина Бланк